# Alex Bowen (esquiador)
Alex Bowen (Miami, 21 de mayo de 1992) es un deportista estadounidense que compite en esquí acrobático. Ganó una medalla de plata en el Campeonato Mundial de Esquí Acrobático de 2015, en la prueba de salto aéreo.

## Medallero internacional
| Campeonato Mundial | Campeonato Mundial    | Campeonato Mundial | Campeonato Mundial |
| Año                | Lugar                 | Medalla            | Competición        |
| ------------------ | --------------------- | ------------------ | ------------------ |
| 2015               | Kreischberg (Austria) | Medalla de plata   | Salto aéreo        |